# Hyperolius zonatus
Espèce
Statut de conservation UICN

 NT  : Quasi menacé
Hyperolius zonatus est une espèce d'amphibiens de la famille des Hyperoliidae.

## Répartition
Cette espèce se rencontre, :
- dans le sud de la Guinée ;
- dans le sud-ouest de la Côte d'Ivoire ;
- dans l'est de la Sierra Leone.

Sa présence est incertaine au Liberia.

## Publication originale
- Laurent, 1958 : La réserve naturelle intégrale du mont Nimba. XIII. Les rainettes du genre Hyperolius. Mémoires de l'Institut Français d'Afrique Noire, Dakar, vol. 53, p. 275-299.